# Earl Blumenauer
Earl Blumenauer (ur. 16 sierpnia 1948) – amerykański polityk, członek Partii Demokratycznej. Od 1996 roku jest przedstawicielem trzeciego okręgu wyborczego w stanie Oregon w Izbie Reprezentantów Stanów Zjednoczonych.